# Leuctra hansmalickyi
Leuctra hansmalickyi is een steenvlieg uit de familie naaldsteenvliegen (Leuctridae). De wetenschappelijke naam van de soort is voor het eerst geldig gepubliceerd in 2010 door Graf & Balint.